# Schagrin Tamás
Schagrin Tamás (Budapest, 1937. augusztus 5. –) magyar jogász, politikus.

## Életpályája
Egyetemi tanulmányait az Eötvös Loránd Tudományegyetem Jogtudományi Karán végezte el. 1960–1965 között a Pesti Központi Kerületi Bíróságon fogalmazó, bírósági titkár és bíró volt. 1965–1988 között a Belkereskedelmi Minisztériumban (BKM) jogi főelőadó, jogi osztályvezető valamint jogi és igazgatási főosztályvezető volt. 1988–1989 között az Ofotért vezérigazgató-helyettese volt. 1989–1990 között az Igazságügyi Minisztérium civilisztikai és gazdaság-irányítási főosztályvezetője volt. 1990–1995 között az Ipari és Kereskedelmi Minisztérium kereskedelmi helyettes államtitkára volt. 1994–1995 között az Országos Idegenforgalmi Hivatal elnöke volt. 1995–1996 között a Forum Szálloda Rt. felügyelőbizottságának elnöke volt. 1995–1997 között a Hungexpo Rt. igazgatóságának elnöke volt. 1995–1999 között a Herz Szalámigyár Rt. igazgatóságának elnöke volt. 1997-től a Viacom Rt. igazgatója, az igazgatóság tagja, 2002-től vezérigazgatója.

## Művei
- A kereskedelmet érintő főbb módosítások a Polgári Törvénykönyvben (1978)
- A fogyasztási, értékesítő és beszerző szövetkezetekre vonatkozó jogszabályok (1978)
- Jogi ismeretek (1979; 1984)
- Az ÁFÉSZ-ek kiskereskedelmi árubeszerzési kapcsolatai, azok szabályai és formái (1980)
- Belkereskedelmi jogszabályok gyűjteménye (1981; 1988)
- Szerződés vagy bérlet? (1982)
- Új üzemeltetési formák a kereskedelemben (1983)
- A szerződéses üzemeltetés szabályainak módosítása (1984)
- Privatizáljunk?! (1991)
- Turisztikai értesítő (1995)
- A vásárlók jogai
- A fogyasztási és értékesítő szövetkezetek
- Utazási szerződések
- Privatizáció a gyakorlatban